# Valentinien II
Valentinien II (en latin : Flavius Valentinianus ; 371-15 mai 392) est un empereur romain de l'Antiquité tardive , régnant sur la partie occidentale de l’Empire en tant qu'« auguste », de 375 à 392.
Fils de l’empereur Valentinien Ier et de sa seconde épouse Justine (Flavia Justina Augusta), il est acclamé empereur à l’âge de quatre ans par un groupe de généraux, alors même que son frère aîné, Gratien, vient de succéder à son père. Gratien accepte la décision des militaires, et confie nominalement à Valentinien II le gouvernement de l’Italie, de l’Illyricum et de l’Afrique du Nord, se réservant la partie transalpine de l’empire occidental. Lorsque Gratien est assassiné par l’usurpateur Magnus Maximus en 383 et que ce dernier envahit l’Italie, Valentinien et sa cour, alors située à Milan, doivent se réfugier à Thessalonique, dans la partie orientale de l’Empire gouvernée depuis 379 par Théodose Ier. Ce dernier promet d’aider Valentinien qui, en retour, doit lui accorder la main de sa sœur. Théodose défait Magnus Maximus et rétablit Valentinien II sur le trône, mais l’éloigne de l’Italie (où lui-même reste jusqu’en 391), pour l’établir à Vienne, en Gaule. En même temps, Théodose confie le pouvoir à son général Arbogast, qui devient le tuteur de fait de Valentinien. Cherchant rapidement à se débarrasser de cette tutelle, le jeune homme se plaint à plusieurs reprises à Théodose, sans succès. Il est finalement découvert pendu dans une chambre de son palais en 392, dans des circonstances mystérieuses.

## Jeunesse et avènement

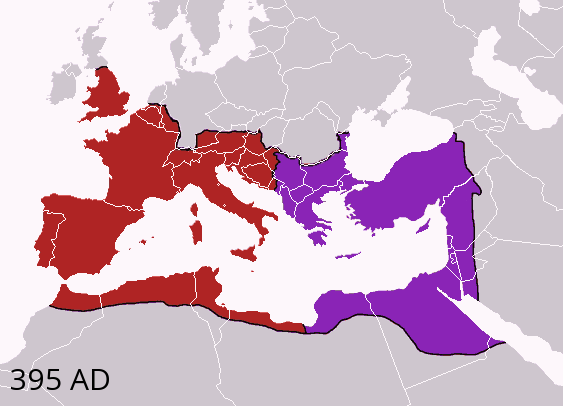
Les deux parties de l’empire telles qu’elles seront officialisées par le partage entre Arcadius et Honorius en 395.

Né en 371, Valentinien est le fils de l’empereur Valentinien Ier (r. 364-375) et de sa seconde épouse, Justina, mariée auparavant à l’usurpateur Magnence (r. 350-353). Le couple a également trois filles : Justa, Galla et Grata. Valentinien est le demi-frère de Gratien (r. 367-383), fils que Valentinien Ier a eu avant de devenir empereur de sa première épouse Marina Severa, et qu’il a nommé coempereur en 367,.

### Règne
Valentinien Ier meurt subitement le 17 novembre 375 à Brigetio (aujourd’hui Szöny, en Hongrie) au retour d’une campagne victorieuse contre les Quades et les Sarmates qui, l’année précédente, ont pillé la Pannonie et les provinces du sud — expédition pendant laquelle il a laissé Gratien à Trèves. Sans consulter Gratien, ni son oncle Valens (empereur à l’Est), un groupe de généraux et hauts fonctionnaires comprenant le magister militum Merobaud, le comes rei militaris per Illyricum et consul de 374 Flavius Equitius, le consul de 371 Sextus Claudius Petronius Probus et Cerealis, oncle maternel de Valentinien II et frère de Justina, proclament l’enfant, alors âgé de quatre ans, « empereur » à Aquincum (Budapest) le 22 novembre 375. D’une part, officiers et soldats se méfient du peu d’aptitude de Gratien pour la chose militaire, d’autre part, l’État-major veut possiblement prévenir un coup de force au sein même des troupes, comme l’indiquerait le fait que deux des candidats possibles à l’usurpation, les généraux Sebastianus et Théodose l'Ancien sont, le premier envoyé dans un poste lointain, le second exécuté dans l’année qui suit,.
Selon Ammien Marcellin, on aurait pu craindre que Gratien ne prenne ombrage de cette nomination. Ce dernier, toutefois, se rend de bonne grâce aux exigences de l’armée et prend le jeune enfant (Valentinien II n’a alors que quatre ans) sous sa protection, veillant à son éducation. Gratien se charge alors de la Gaule, de la Bretagne et de l’Espagne, alors que Valentinien II est théoriquement placé à la tête de l’Illyricum, de l’Afrique et de l’Italie.

## Règne à Milan (375-387)
Le pouvoir de Valentinien II est plus théorique que réel, comme on peut le déduire du fait qu’il ne promulgue aucune nouvelle loi durant son règne et qu’il est marginalisé dans les sources de l’époque. Le véritable pouvoir demeure aux mains de Théodose (r. 379-395). Prenant prétexte du jeune âge de Valentinien, celui-ci se conduit comme le véritable « auguste senior ».
À sa cour même, Valentinien est soumis aux fortes influences de sa mère, l’impératrice pro-arienne Justina, et de son entourage — ce qui, à de nombreuses reprises, le met en conflit avec l’évêque nicéen de l’endroit, Ambroise.
La position de Valentinien II est dangereusement compromise lorsqu’en 383, Magnus Maximus, probablement alors comes Britanniae, se rebelle, traverse la Gaule, tue Gratien et réclame pour lui-même une part de l’héritage impérial,. La mort de Gratien laisse Valentinien seul empereur à l’Ouest. Alarmée par cette usurpation, la cour, mettant de côté les questions religieuses, dépêche l’évêque Ambroise comme négociateur. Celui-ci refuse catégoriquement l’exigence mise en avant par Magnus Maximus — selon laquelle Valentinien se retire en sa faveur — et fait trainer suffisamment les négociations pour que le magister militum de Valentinien, Bauto, ait le temps de fortifier les cols des Alpes, empêchant l’arrivée de Maximus en Italie. Finalement, probablement sous la pression de Théodose qui y gagne l’Illyricum, un traité est conclu en 384 : Maximus est reconnu comme empereur légitime, mais Valentinien peut continuer à exercer le pouvoir ; Maximus contrôlera la Gaule et l’Espagne qu’il occupe déjà, ainsi que l’Angleterre et l’Afrique ; l’Illyricum sera transféré à Théodose ; Valentinien conservera l’Italie.
Mais dès 387, Maximus envahit l’Italie, forçant Valentinien et sa mère à se réfugier à Thessalonique, chez Théodose. Ce dernier accepte d’aider le jeune homme à retrouver son trône, mais exige en échange la main de sa sœur Galla, consolidant ainsi sa légitimité dynastique. Sans hésiter, il part pour l’Occident, défait Maximus, qu’il fait exécuter le 25 juillet 388, à Aquilée. Seul maitre véritable à la fois de l’Orient et de l’Occident, Théodose demeure à Milan jusqu’en 391, mettant ses propres hommes aux commandes des principaux postes civils et militaires. Avant de partir, il charge son magister militum, Arbogast, général franc et neveu de Richomer, de surveiller Valentinien, dont la cour est déplacée hors d’Italie, à Vienne (Gaule).

## Politique religieuse

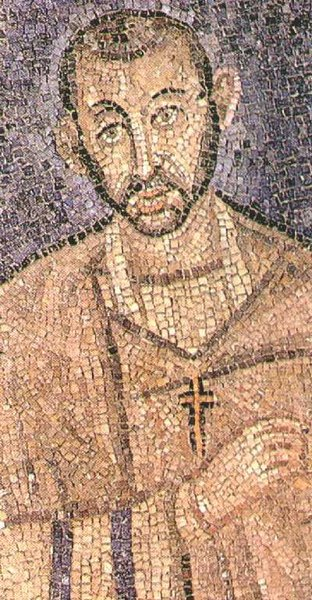
Saint Ambroise, mosaïque de la basilique Saint-Ambroise de Milan.

Tout comme celui de Gratien, le règne de Valentinien à Milan est surtout marqué par la controverse religieuse entre chrétiens et païens d’une part, entre chrétiens ariens et nicéens d’autre part.
En 378/379,  Gratien promulgue un « édit de tolérance » qui permet de rappeler les évêques ariens exilés par Valens et qui assure la liberté de religion pour tous,. Valentinien lui-même tente de prévenir le pillage des temples païens de Rome. Encouragés par cette disposition, divers sénateurs païens sous la direction du préfet de Rome, Aurelius Symmachus, font circuler une pétition demandant que soit remis en place l’Autel de la Victoire, retiré du Sénat de Rome par Gratien en 382. Valentinien refuse, ce qui est interprété comme une volonté de faire obstacle au retour des traditions et rituels païens à Rome. Bien qu’ayant pris part à la campagne contre le rétablissement de l’Autel, Ambroise nie avoir influencé la décision de l'empereur.
Valentinien entre ensuite en conflit avec Ambroise à une autre occasion qui lui vaut d’être accusé de favoritisme à l’endroit des ariens. Outre son évêque nicéen, Ambroise, Milan a également un évêque arien, Auxence de Milan. À la mort de ce dernier, la violence sectaire entre nicéens et ariens s’accroît. Ambroise, qui lors de son élection populaire comme évêque est gouverneur de Ligurie-Émilie — et à ce titre, commande l’armée —, veut mettre fin à la violence par la force. Lorsqu’il est convoqué par Valentinien et sa mère pour être réprimandé, les chrétiens nicéens viennent en masse soutenir leur évêque, menaçant ainsi la sécurité de l’empereur et s’offrant à la vindicte de l’armée. En mars 386, la cour demande que la cathédrale d’été, appelée Basilica Nova, soit mise à la disposition des ariens pour célébrer la fête de Pâques. Ambroise s’y oppose. Le dimanche des Rameaux, il refuse une nouvelle demande de la cour de pouvoir utiliser à la place la Basilica Portia et les nicéens occupent l’édifice pour empêcher les ariens d’y pénétrer. Le Mercredi saint, sur ordre de l’empereur, l’armée encercle la Basilica Portia, mais Ambroise célèbre un service dans la cathédrale d’hiver, la Basilica Vetus, après quoi les nicéens se dirigent vers la Basilica Portia pour apporter leur appui à leurs coreligionnaires. Valentinien est forcé de faire marche arrière et les ariens, d’abandonner une requête qu’ils croyaient justifiée par l’édit de tolérance de la décennie précédente.
Autant Magnus Maximus que Théodose reprocheront à Valentinien sa complaisance alléguée à l’égard des ariens. Théodose, un ardent nicéen, aurait écrit à Valentinien pour lui dire que Maximus était la punition de Dieu pour avoir abandonné la vraie foi. De son côté, Maximus aurait également écrit à Valentinien, affirmant avoir plus de droit que lui au trône, puisqu’il avait abandonné la foi de ses pères,.

## Règne à Vienne (388-392)

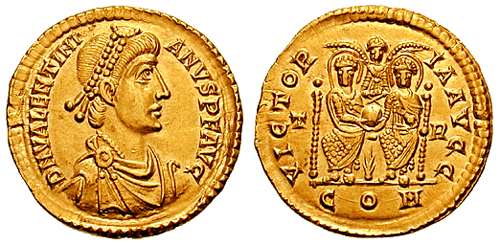
Solidus de Valentinien II qui le représente au verso avec Théodose, tous deux vainqueurs.

Après la défaite de Magnus Maximus par Théodose, Valentinien n'est pas invité à prendre part aux célébrations du triomphe de son collègue. Au contraire, il est complètement isolé : sa mère et conseillère, Justina, meurt vraisemblablement en 388 ; Vienne est loin de l’influence du puissant évêque Ambroise ; et Théodose, après avoir nommé ses hommes aux principaux postes de commande d’Occident, fait frapper des monnaies qui impliquent sa tutelle sur le jeune homme de dix-sept ans.
Le Franc Arbogast nommé Magister Militum in Praesenti ne contrôle pas seulement l’armée, mais aussi  l’administration civile où il nomme des fonctionnaires à sa dévotion. Les sources rapportent que Valentinien se plaint fréquemment à Théodose de n’avoir aucun pouvoir sur le général.
Et, alors que le général mène campagne avec succès sur le Rhin, Valentinien — contrairement à son père, guerrier, et à son frère aîné qui a déjà fait campagne à son âge — doit demeurer à Vienne. La crise atteint son paroxysme lorsque Arbogast interdit à l’empereur de conduire les armées en Italie pour faire face à une invasion barbare. Valentinien démet alors formellement Arbogast, qui ignore le décret, le déchirant en public tout en disant avoir été nommé à son poste par Théodose, et non par Valentinien. Valentinien écrit alors à la fois à Théodose et à Ambroise : tous deux font la sourde oreille.

## Mort et succession
Le 15 mai 392, Valentinien est découvert pendu dans sa résidence de Vienne. Apparemment pris de court par ce décès, Arbogast maintient qu’il s’agit d’un suicide. Cependant, nombre de sources croient que le jeune homme a été assassiné par son magister militum — ou ses hommes de main. Parmi les auteurs anciens, Socrates, Zosime et Orosius penchent pour la thèse du meurtre, alors que les Fasti Vindobonenses priores avancent l'hypothèse du suicide et que Sozomène donne les deux versions. Parmi les auteurs modernes, on privilégie la thèse du suicide. L’eulogie prononcée par l’évêque Ambroise est la seule source contemporaine que nous possédions. Elle est ambigüe sur la question de la mort de l'empereur, ce qui n’est guère surprenant : Valentinien y étant dépeint comme un modèle de vertu chrétienne, ce dernier n’aurait pu commettre un suicide, acte réprouvé par l’Église.
Son corps est transporté à Milan pour y être inhumé à côté de son frère Gratien, probablement dans la chapelle de Sant’Aquilino, annexe de San Lorenzo.
À la mort de Valentinien II, Arbogast espère peut-être se voir promu « auguste » en Occident par Théodose, en dépit de ses origines franques. Cependant, aucune réaction ne vient de Constantinople, où la mort de l’empereur n'est connue qu’en juin. Au mois d’août, Arbogast décide de nommer Eugène (r. 392-394) — homme estimé pour sa vaste culture hellène, chrétien modéré, mais n’ayant aucun lien avec la famille impériale, ni aucune expérience militaire — comme empereur. La réaction de Théodose, probablement influencé par son épouse Aelia Galla bouleversée par la mort de son frère, se fait attendre jusqu’en janvier 393, lorsqu’il élève son fils Flavius Honorius — alors à peine âgé de huit ans — au rang d'« auguste » d'Occident. Vers le mois de mars, Eugène se met en route pour s'installer dans la cité impériale de Milan, qu'Ambroise a quittée, refusant de reconnaître Eugène comme empereur. Pendant l’hiver, Théodose se prépare à la guerre, avec plus de soin encore qu'il ne l'a fait lors de son expédition contre Maxime. La rencontre entre les deux armées a lieu les 5 et 6 septembre 394, à la bataille de la rivière froide (bataille du Frigidus) — probablement la rivière Vipava, dans les Alpes juliennes, non loin d'Aquilée. Eugène est vaincu : fait prisonnier par Théodose, il est décapité le jour même, et sa tête est promenée à travers son camp, avant d’être exposée dans toute l’Italie. Quelques jours plus tard, Arbogast et son général en chef, Nicomaque Flavien, se donnent la mort.

## Jugement de l’histoire
Rien ne distingue véritablement le règne de cet empereur, victime des vicissitudes de la politique romaine de l’époque, oscillant entre les intérêts de sa mère, ceux de ses coempereurs et ceux de puissants généraux. Depuis la crise du Troisième Siècle, la partie occidentale de l’empire est précisément dirigée par ces généraux — situation qu'a tenté de corriger Dioclétien en créant la Tétrarchie, mais celle-ci est abandonnée peu après sa mort. Si Valentinien Ier a tenté de rétablir le principe de la succession héréditaire, celle-ci est mise en péril dès lors que des empereurs-enfants se mettent à accéder au trône — ce qui est le cas de Valentinien II. Dès lors, la partie occidentale de l’empire accuse sa faiblesse face à la partie orientale dirigée par Constantinople, jusqu’à ce que celle-ci, en proie avec ses propres problèmes, ne perde le contrôle des provinces occidentales où se sont installés à demeure les envahisseurs barbares. Il faut attendre Justinien pour que l’empire soit une dernière fois réunifié.